# ヒルデブラント・グルリット
ヒルデブラント・グルリット（ドイツ語: Hildebrand Gurlitt、1895年9月15日 - 1956年11月9日）は、ドイツの美術史家、美術商である。

## 生涯
ドレスデンでユダヤ系ドイツ人の芸術家一族に生まれた。
美術品の審美眼と人脈の広さから、ナチス・ドイツ国民啓蒙・宣伝大臣ヨーゼフ・ゲッベルスによって、ナチス政権が退廃的だとみなした芸術作品の売買責任者に任じられた。1930年代から1940年代にかけ、「退廃芸術」としてユダヤ人から奪ったりだまし取ったりした作品や、ドイツの美術館から押収した前衛芸術作品を売りさばいた。のち所蔵品は子のコルネリウス・グルリットに相続された。